# 大通公園
大通公園（おおどおりこうえん）は、札幌市中央区大通西にある公園。「日本の道100選」「日本の都市公園100選」「都市景観100選」「日本の歴史公園100選」選定。札幌のランドマークである「さっぽろテレビ塔」は大通公園内に位置している。大通公園を中心としたエリアは札幌市の中心市街地を形成しており、同公園周辺は、通称「大通」と呼ばれる。

## 概要
札幌市中心部に位置し、東西約1.5 km、面積約7.8 haの特殊公園である。幅105 m、6車線の都市計画道路3・1・2「大通」の一部になっているほか、札幌市の「風致地区」「景観計画重点区域」に指定されている。芝生や花壇を整備しており、ライラック、ハルニレ、ケヤキをはじめとした92種、約4,700本の樹木がある。また、各種イベント（『さっぽろ雪まつり』『さっぽろライラックまつり』『YOSAKOIソーラン祭り』『さっぽろ夏まつり』『さっぽろオータムフェスト』『さっぽろホワイトイルミネーション』など）が開催されている。札幌市を代表するメインストリートである。
1993年には市道の一部の廃止により西8丁目と西9丁目間が連続化した。
2016年に札幌市は大通公園を創成川を越えて東側に約100メートル延伸する方針を発表した。延伸を予定する中央区大通東1丁目の区画内で、市道と北海道電力（北電）本店などがある民有地を交換し、公園用地を取得する。併せて、北電などが今後進める再開発事業を支援し、創成川を挟んで東西両側の一体的な活性化を目指す。
2022年3月23日、札幌市は国道の通る西3丁目と西4丁目間（札幌駅前通）及び西10丁目と西11丁目間（石山通）以外の公園区画の間を通る市道9路線の一部を廃止し、公園区画をつなげて面積を広げる方針を明らかにした。

## 地域名「大通」
同公園及び札幌市営地下鉄の大通駅を中心とした地域の通称であり、行政上の地名ではない。札幌市の都心及び中心業務地区（CBD）である。大通駅は地下鉄が3路線（東西線・南北線・東豊線）乗り入れるジャンクションであり、地下鉄が3路線乗り入れるのは東京・大阪を除くと、この駅が全国唯一である。
東西に伸びる大通公園を境に、北側が北海道庁、札幌市役所、札幌駅などの公的機関やオフィスビルが位置する官公庁街・オフィス街、南側がデパート、大型商業施設、商店街、飲食店などが集積する繁華街となっている。さらに南側には一大歓楽街「すすきの」が位置している。大通公園は南側の繁華街や歓楽街の火災が北側の官公庁街に延焼することを防ぐ火防線の役割を担っており、北側と南側で街の役割や景観が大きく異なる。また、地下鉄3路線が乗り入れる大通駅を中心として、ポールタウンや札幌駅前通地下歩行空間（チ・カ・ホ）といった地下街・地下道も発達しており、すすきの駅や札幌駅・さっぽろ駅へ地上を経由せずに地下のみでアクセスが可能である。
札幌駅の再開発や郊外型ショッピングモールの開業など、商業地区としての大通地区の相対的地位は低下しつつある。2003年に札幌駅の駅ビルとして開業したJRタワーの影響は大きく、JRタワーの核テナントの大丸札幌店（大丸松坂屋百貨店）は、2010年に大通地区の丸井今井札幌本店の売上高を抜いて、道内一番店の百貨店の座を奪った。

### 北側
- 北海道庁舎（赤レンガ庁舎）
- 札幌市役所
- 札幌高等・地方裁判所合同庁舎
  - 札幌高等裁判所
  - 札幌地方裁判所
- 札幌市時計台
- 札幌第2合同庁舎（西10丁目）
  - 札幌国税局
  - 北海道運輸局
- 札幌第3合同庁舎（西11・12丁目）
  - 札幌高等検察庁
  - 札幌地方検察庁
  - 北海道防衛局
  - 札幌出入国在留管理局
- 札幌市保健所
- 北海道電力本店
- 北洋銀行本店
- 北海道新聞社
- さっぽろ創成スクエア
  - 北海道テレビ放送（HTB）
  - 朝日新聞北海道支社
- 札幌テレビ放送（STV）
- 北海道放送（HBC）
- テレビ北海道（TVh）
- 北海道文化放送（UHB）
- 日本生命札幌ビル
  - 日本生命 札幌支社
  - 野村證券 札幌支社
  - KDDI 札幌支社
  - 日本政策投資銀行 北海道支店
  - 第一三共 札幌支店
- 札幌フコク生命越山ビル
- 大同生命札幌ビル
- 札幌三井JPビルディング

### 南側
- 丸井今井札幌本店
- 札幌三越
- 札幌パルコ
- 札幌ゼロゲート
- ル・トロワ
- 札幌東宝ビル（札幌シャンテ）
- モユクサッポロ
- アニメイト札幌店
- 狸小路商店街
- 北海道銀行本店
- 北海道信用金庫本店ビル
- 明治安田生命札幌大通ビル

## 歴史

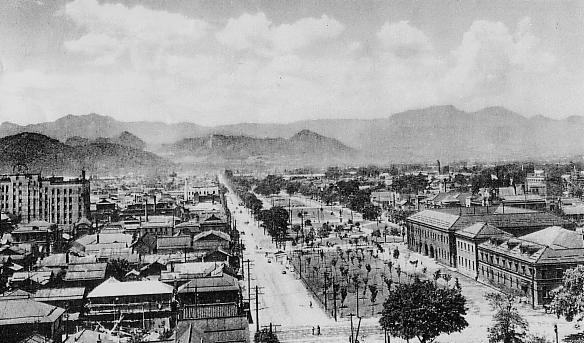
1936年の大通公園

1869年（明治2年）、開拓使は判官の島義勇に札幌本府建設を命じ、島は現在の南1条通と江戸時代に大友亀太郎が掘削した大友堀（現在の創成川）が交差する地点をまちづくりの基点（現在の創成橋付近）にした。ところが、本府建設には多額の費用が必要であり、経費の追加を求めた島は開拓長官の東久世通禧によって罷免されてしまい、本府建設も一時中止となる。1871年（明治4年）、岩村通俊が開拓判官になると島の構想をもとに街の東西に幅60間（実際は58間、105 m）の火防線を設けてそれより北を官地、南を民地として格子状の区画整理を行っていった。1872年（明治5年）に北海道内の国郡名を札幌本府の道路に付けて火防線は後志通、現在の北1条通は浜益通、現在の南1条通は渡島通となったが、煩雑であったため1881年（明治14年）に現在の条・丁目に変更されて後志通は大通となった。1876年（明治9年）頃に現在の西3・4丁目に札幌官園で育てた花卉を植えた大通花草園を設置しており、大通の多目的利用が始まっている。また、西10丁目に屯田兵第一大隊本部を設け、以西を練兵場とした。なお、西9丁目辺りは森として残され、遠くから見ると高く盛り上がった部分と低くなっている部分がクジラのように見えたことから鯨森（鯨ヶ森、鯨の森）と呼ばれるようになった。1878年（明治11年）には『第1回農業仮博覧会』を開催、以後隔年で開いていたが手狭になっていったため1887年（明治20年）に会場を中島遊園地（現在の中島公園）へ移した。1880年（明治13年）に現在の札幌市民ホールやNHK札幌放送局のある一角に西洋館の豊平館を建設し、皇族や貴族、政府高官の宿泊施設や各種集会や宴会の場として利用した。当時、西4丁目以西は荒地になっていたが、1888年（明治21年）に近辺学校の連合運動会を行ったことをきっかけに運動場として利用するようになった。1899年（明治32年）には偕楽園にあった開拓記念碑を大通西6丁目に移設し、小公園にしている。
1907年（明治40年）、札幌興農園の小川二郎が札幌農学校（現在の北海道大学）で得た知識と技術を活かし、西2丁目から西4丁目にかけてを自費で花壇を造成した。1908年（明治41年）、鯨森や練兵場跡地を含む西9・10丁目を逍遥地（散策する場所）として整備した。1909年（明治42年）に造園技師の長岡安平を招き3ヵ年計画で本格的な公園整備を行い、西3丁目から西7丁目までが逍遥地となった。1915年（大正4年）から札幌洋翠園の戸部佶が自費で花壇づくりを行い、1918年（大正7年）に札幌区が引き継いだ。1923年（大正12年）には宮部金吾達の指導により練兵場跡地の西10丁目から12丁目にかけても植栽と芝生を整備した。1926年（大正15年）には西13丁目に札幌控訴院（現在の札幌市資料館）の建物が完成している。太平洋戦争中の大通は空襲に備えた避難広場として重視され、1944年（昭和19年）になると食糧不足から10,000坪が畑に転用され、ゴミ捨て場や雪捨て場となって荒廃した。戦後は進駐軍に接収されて西3丁目に教会、西4丁目に野球場、西5丁目にテニスコートが造られ、市民の手によって西6丁目にバレーボールコート、西7丁目に野球場、西8丁目に児童遊戯場を設けて運動場と化した。
1950年（昭和25年）から5ヵ年計画で芝生や花壇のある公園への復旧を始め、翌年に北海タイムス社（現在の北海道新聞社）が北大植物園の石田文三郎の助言を基に園芸店などの協力を得て西3丁目に花壇を復活させた。公園の復旧は進駐軍の真駒内（キャンプ・クロフォード）移転後に本格化していく。1952年（昭和27年）から市内の花卉園芸業者がボランティアによる花壇造成を行い、1954年（昭和29年）に札幌市花壇推進組合を結成して『大通花壇コンクール』が始まった。1957年（昭和32年）には豊平館を中島公園へ移築し、さっぽろテレビ塔が完成。1968年（昭和43年）に西1・2丁目のバスターミナルを移転して芝生や花壇を整備して西4・7・11丁目に噴水を設置するなど、現在へと続く大通公園になっていく。1980年（昭和55年）に「都市公園法」に基づく公園として告示され、名実ともに大通公園となった。1989年（平成元年）からは6ヵ年かけて大通地区の再整備事業の一環として大通公園全体の連続性と数丁目単位での連携性や丁目毎の個性化を図るとともに、植物の生育環境改善や園路や広場のデザイン化とバリアフリー化などを進め、1993年（平成5年）には西8・9丁目が連続化した。2011年（平成23年）に本格的な公園整備から100周年を迎えた。

### 年表
- 1869年（明治02年）：開拓判官の島義勇が札幌本府建設に着手。
- 1871年（明治04年）：幅60間（実際は58間）の火防線を設ける。
- 1872年（明治05年）：北海道内の国郡名を道路につけ、後志通となる（1881年に廃止となって条丁目に変更、後志通から大通となる）。
- 1876年（明治09年）：西3・4丁目に大通花草園造成。西10丁目以西に屯田兵第一大隊本部と練兵場設置（1896年に第一大隊本部は札幌連隊区司令部となる）。
- 1878年（明治11年）：『第1回農業仮博覧会』開催。
- 1879年（明治12年）：札幌と小樽間の馬車輸送開始に伴い、西3丁目に馬車発着所開設[49][50]。
- 1880年（明治13年）：豊平館完成。
- 1884年（明治17年）：『北海道物産共進会』開催。
- 1888年（明治21年）：練兵場で近辺学校の連合運動会を開く。
- 1901年（明治34年）：西1丁目から西8丁目までが逍遥地になる[51]。
- 1907年（明治40年）：小川二郎が西2丁目から西4丁目にかけて自費で花壇の造成開始。
- 1908年（明治41年）：練兵場跡地（西9・10丁目）を逍遥地とする。
- 1911年（明治44年）：造園技師の長岡安平を招いた西3丁目から7丁目までの本格的な公園整備完了[39]。
- 1915年（大正04年）：戸部佶が西3・4丁目にかけて自費で花壇の造成開始。
- 1923年（大正12年）：西10丁目から西12丁目にかけて植栽と芝生整備を行う。大通が札幌市の管理となる[52]。
- 1939年（昭和14年）：大通を「風致地区」に指定。
- 1944年（昭和19年）：約10,000坪を畑とするための春耕開始[53]。
- 1946年（昭和21年）：進駐軍が教会、野球場、テニスコートを造り、市民がバレーボールコート、野球場、テニスコートなどを造る。
- 1950年（昭和25年）：『さっぽろ雪まつり』初開催。花壇の復旧を始める[54]。
- 1952年（昭和27年）：市内の生花店、園芸店、造園業者などによる花壇の造成開始。
- 1954年（昭和29年）：札幌市花壇推進組合結成。『大通花壇コンクール』『さっぽろ夏まつり』初開催。8月に昭和天皇、香淳皇后の行幸啓[55]。西7丁目広場で奉迎式が行われた[56]。
- 1957年（昭和32年）：豊平館を中島公園へ移築。さっぽろテレビ塔完成。西2丁目に市営バスセンター設置（1963年にバスセンターを廃止のうえ公園に復元）[57]。
- 1959年（昭和34年）：『さっぽろライラックまつり』初開催。
- 1963年（昭和38年）：『さっぽろ菊花展覧会』（『さっぽろ菊まつり』）初開催（1973年まで大通公園で開催）[58][59]。
- 1964年（昭和39年）：時間制限で行ってきた大通の一方通行を全面的に開始[60]。
- 1965年（昭和40年）：札幌市が公園内の屋台（トウキビ売り、ラーメン屋など）に撤去を通知。同年8月10日以降、約80店が姿を消す[61]。
- 1967年（昭和42年）：札幌観光協会によるとうきびワゴン販売開始。
- 1968年（昭和43年）：『全国菓子大博覧会』開催[62]。
- 1971年（昭和46年）：大通り地下駐車場供用開始[63]。大通地下歩道、さっぽろ地下街（オーロラタウン、ポールタウン）開業[64]。札幌市営地下鉄南北線開通。
- 1972年（昭和47年）：西1丁目に大通警察官派出所（現在の大通交番）設置[65]。
- 1976年（昭和51年）：札幌市営地下鉄東西線開通。バスセンター廃止以来、路上に分散していた市営バス停留所の多くをバスセンター前駅に集約、残るバス路線のほとんども地下鉄各駅での乗り継ぎに変更し、都心部への市営バスの流入が激減する。
- 1978年（昭和53年）：札幌観光幌馬車営業開始。
- 1979年（昭和54年）：西12丁目にバラ園造成[66]。
- 1980年（昭和55年）：「都市公園法」が適用される。
- 1981年（昭和56年）：『さっぽろホワイトイルミネーション』初開催。
- 1986年（昭和61年）：「日本の道100選」選定。
- 1988年（昭和63年）：札幌市営地下鉄東豊線開通。
- 1989年（平成元年）：「日本の都市公園100選」選定。
- 1991年（平成03年）：「都市景観100選」選定。
- 1992年（平成04年）：『YOSAKOIソーラン祭り』初開催。
- 1993年（平成05年）：西8・9丁目を連続化し、イサム・ノグチ作の「ブラック・スライド・マントラ」設置[32]。
- 1994年（平成06年）：「大通公園リフレッシュ事業」完了[32]。
- 2006年（平成18年）：「日本の歴史公園100選」選定。
- 2008年（平成20年）：大通地区が「景観計画重点区域」に指定。『さっぽろオータムフェスト』初開催。
- 2009年（平成21年）：『北海道マラソン』のゴール地点になる（2012年からスタート地点にもなる）[67]。
- 2010年（平成22年）：「北の造園遺産」選定[68]。
- 2021年（令和03年）：2020年東京オリンピックのマラソン・競歩競技のスタート・ゴール地点となる。

## 施設
1988年（昭和63年）の「第3次札幌市長期総合計画」策定に伴い、大通整備関連三事業の1つとして大通公園リフレッシュ事業を実施し、公園全体を5つのゾーン（国際交流ゾーン、水と光のゾーン、遊び・イベントゾーン、歴史・文化ゾーン、サンクガーデンゾーン）に分けて再整備している。大通公園の範囲は西1丁目の西半分から西12丁目までであり、さっぽろテレビ塔や西13丁目の札幌市資料館は含まれていない（資料館の区域は札幌市教育委員会の管轄）。
| 〈大通〉一方通行 → | 〈大通〉一方通行 → | 〈大通〉一方通行 → | 〈大通〉一方通行 → | 〈大通〉一方通行 → | 〈大通〉一方通行 → | 〈大通〉一方通行 → | 〈大通〉一方通行 → | 〈大通〉一方通行 → | 〈大通〉一方通行 → | 〈大通〉一方通行 → | 〈大通〉一方通行 → | 〈大通〉一方通行 → | 〈大通〉一方通行 → | 〈大通〉一方通行 → | 〈大通〉一方通行 → | 〈大通〉一方通行 → | 〈大通〉一方通行 → | 〈大通〉一方通行 → | 〈大通〉一方通行 → | 〈大通〉一方通行 → | 〈大通〉一方通行 → | 〈大通〉一方通行 → | 〈大通〉一方通行 → | 〈大通〉一方通行 → | ↑ 一 方 通 行 | 創 成 川 | 一 方 通 行 ↓ |  |
| 13                 |                    | 12                 |                    | 11                 | 石 山 通           | 10                 |                    | 9                  |                    | 8                  |                    | 7                  | ↑ 一 方 通 行      | 6                  |                    | 5                  | 一 方 通 行 ↓      | 4                  | 札 幌 駅 前 通     | 3                  | ↑ 一 方 通 行      | 2                  | 一 方 通 行 ↓      | 1                  | ↑ 一 方 通 行 | 創 成 川 | 一 方 通 行 ↓ |  |
| ← 一方通行〈大通〉 |                    |                    |                    |                    |                    |                    |                    |                    |                    |                    |                    |                    |                    |                    |                    |                    |                    |                    |                    |                    |                    |                    |                    |                    |               |          |               |  |

### 交流 西1・2丁目（国際交流ゾーン）
- さっぽろテレビ塔
- 花の母子像
  - 山内壮夫作。
- 壁泉
- ベンソンの水飲み
  - 姉妹都市のポートランドから贈呈された[71]。
- 開拓母の像
  - 佐藤忠良作。
- 水位表示塔
- 北海道電話交換創始の地碑
  - 北海道の電話加入数100万到達を記念して建立[72]。

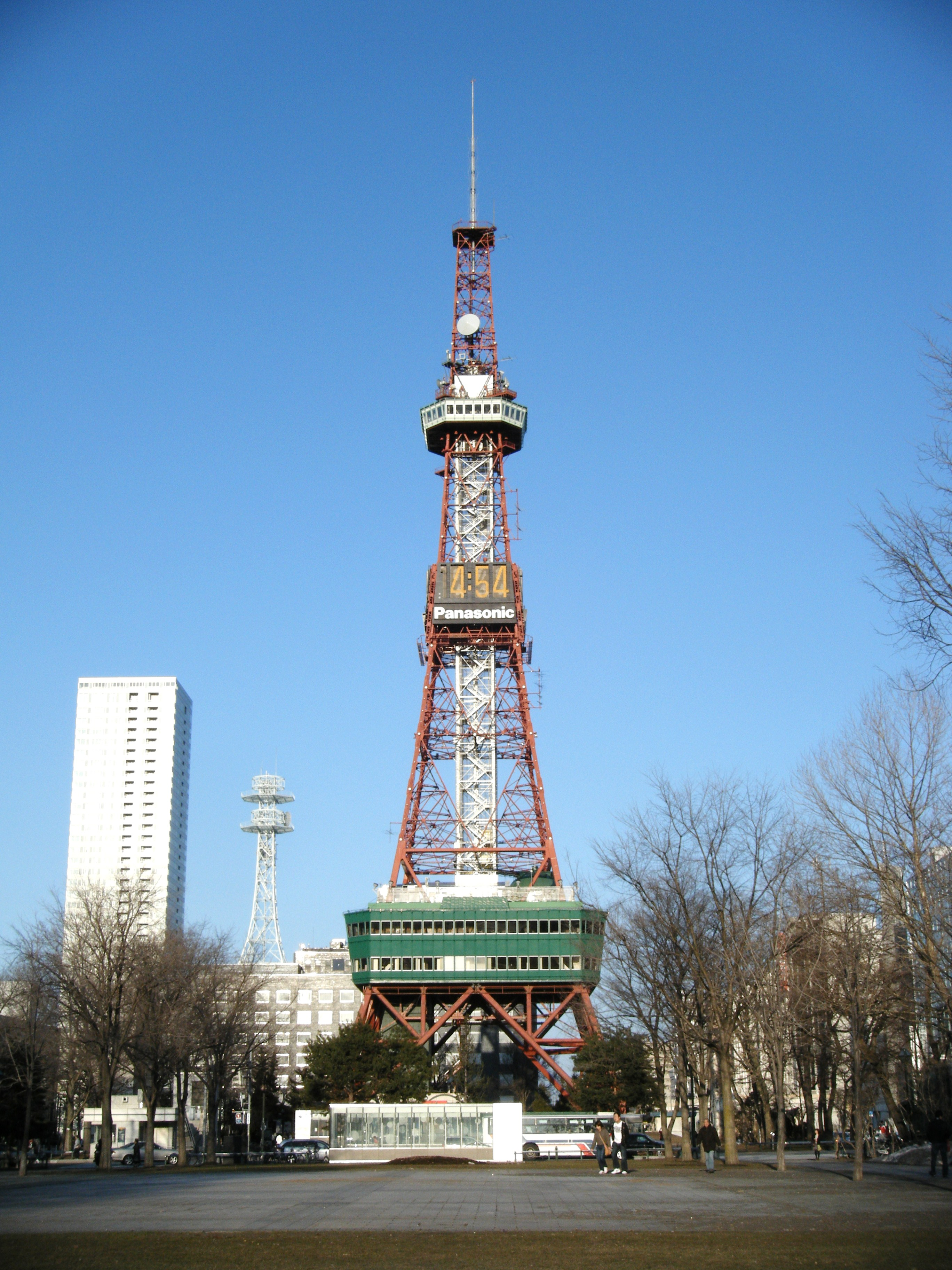
さっぽろテレビ塔（2009年4月）
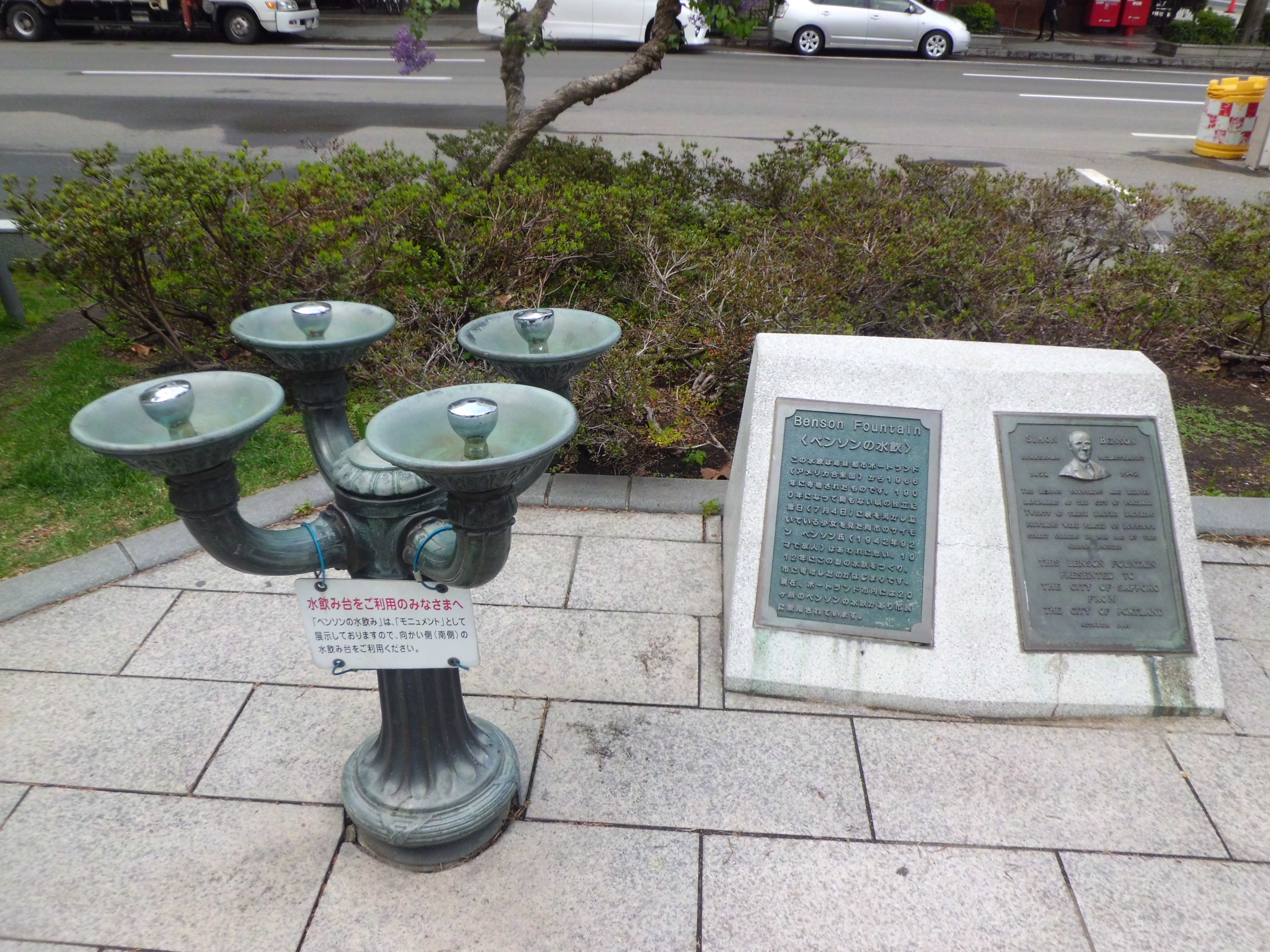
ベンソンの水飲み（2015年5月）
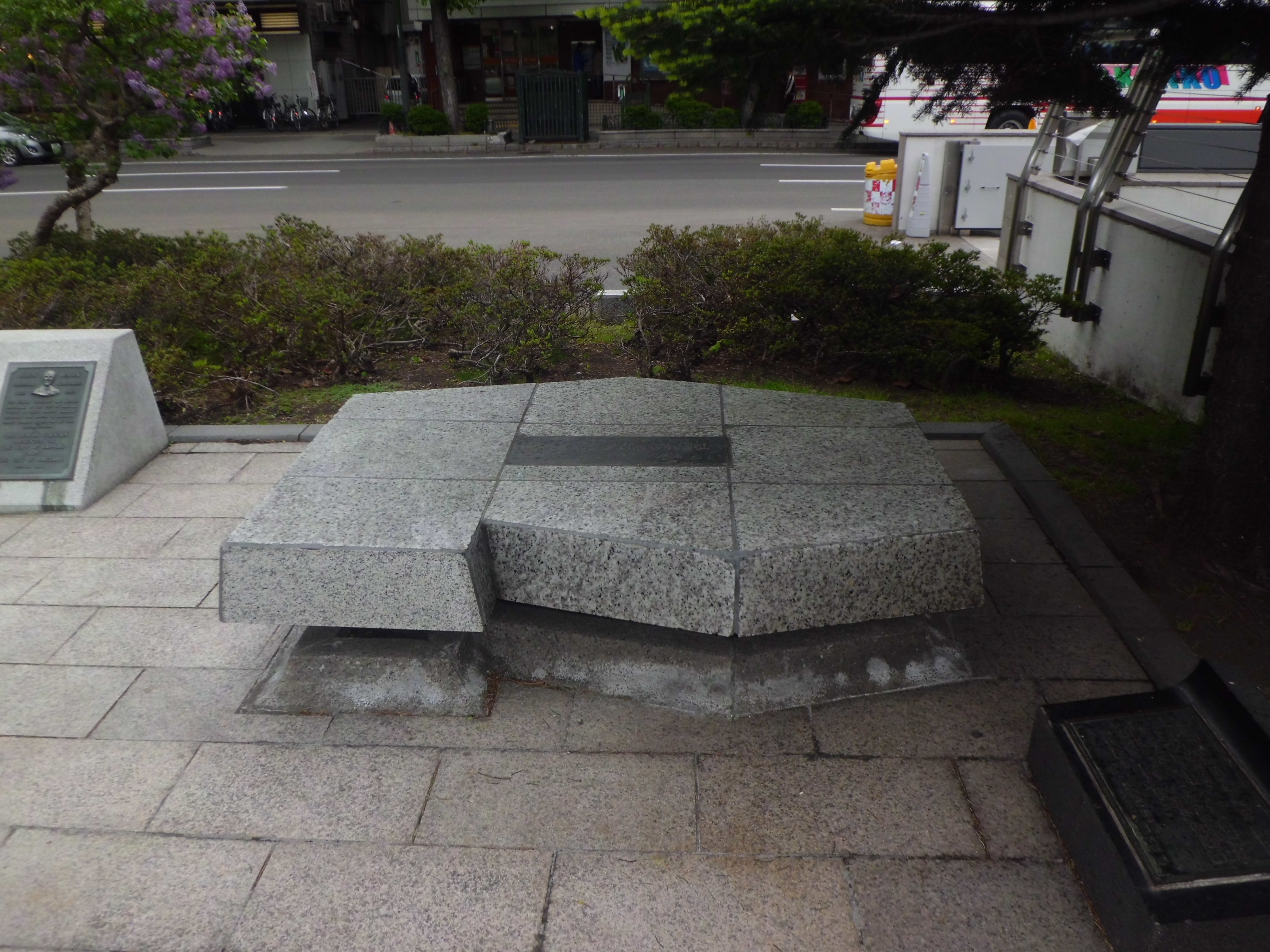
北海道電話交換創始の地碑（2015年5月）

### オアシス 西3・4・5丁目（水と光のゾーン）
- 湖風の像
  - 山田良定作[73]。
- 牧童の像
  - 峯孝作。
- 石川啄木歌碑
- 泉の像
  - 本郷新作。
- 西3丁目噴水
  - 通水期間は4月下旬から10月下旬。
- 吉井勇歌碑
  - 小谷博貞作。
- 西4丁目噴水
  - 通水期間は4月下旬から10月下旬。
- 日本の道100選の石碑
- 聖恩碑
  - 明治・大正・昭和の歴代天皇の業績をたたえる碑として建立。「聖恩無疆」の題字は閑院宮載仁親王によるもの[74]。また、札幌市水道事業完成記念事業の一環として、周囲の池と四隅にジョン・クラレス・カッターの寄付を基金として設けられた水飲み場がある[74]。
- 観光インフォメーションセンター
  - 営業期間4月下旬から10月下旬。

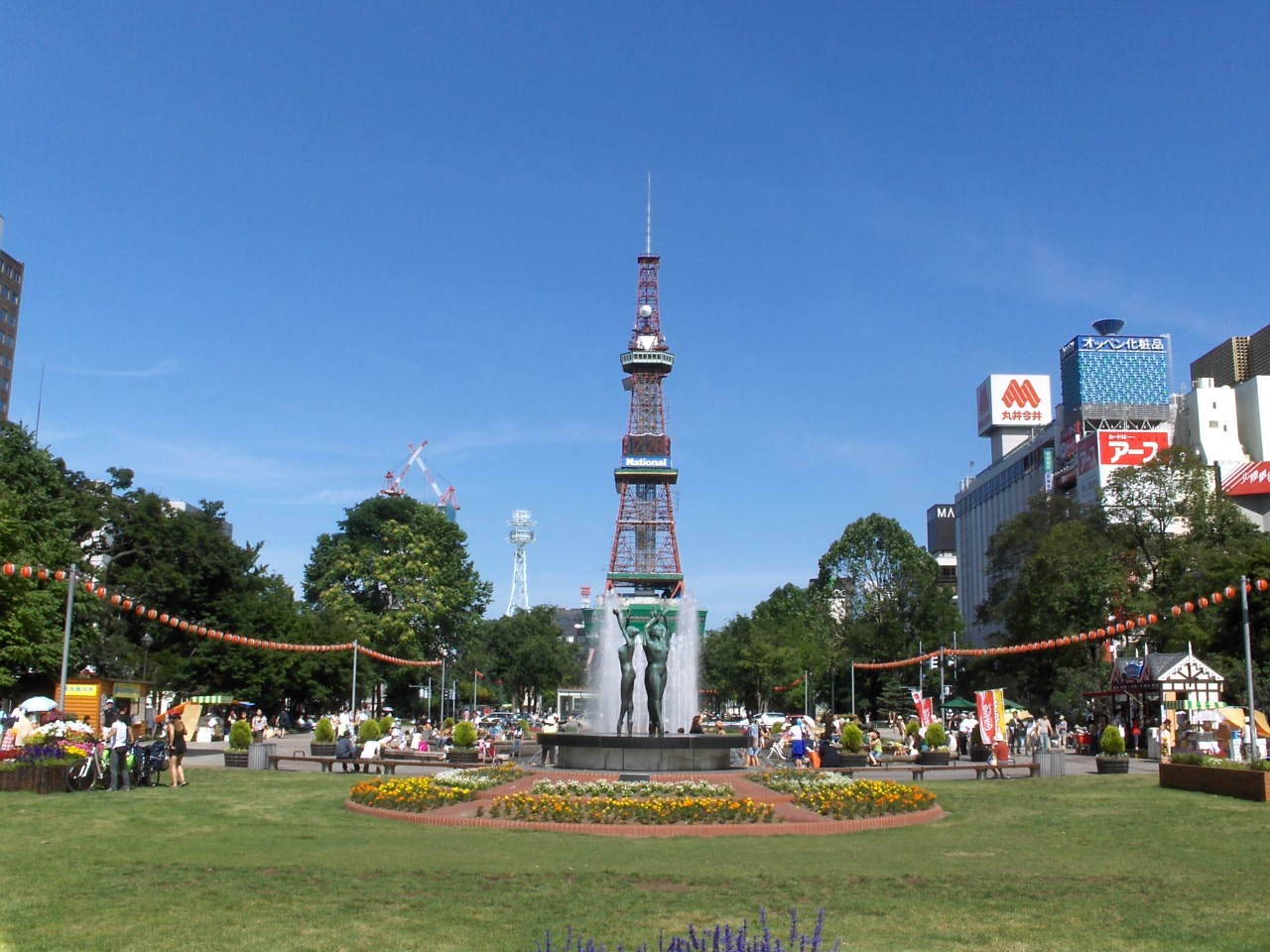
西3丁目（2006年8月）
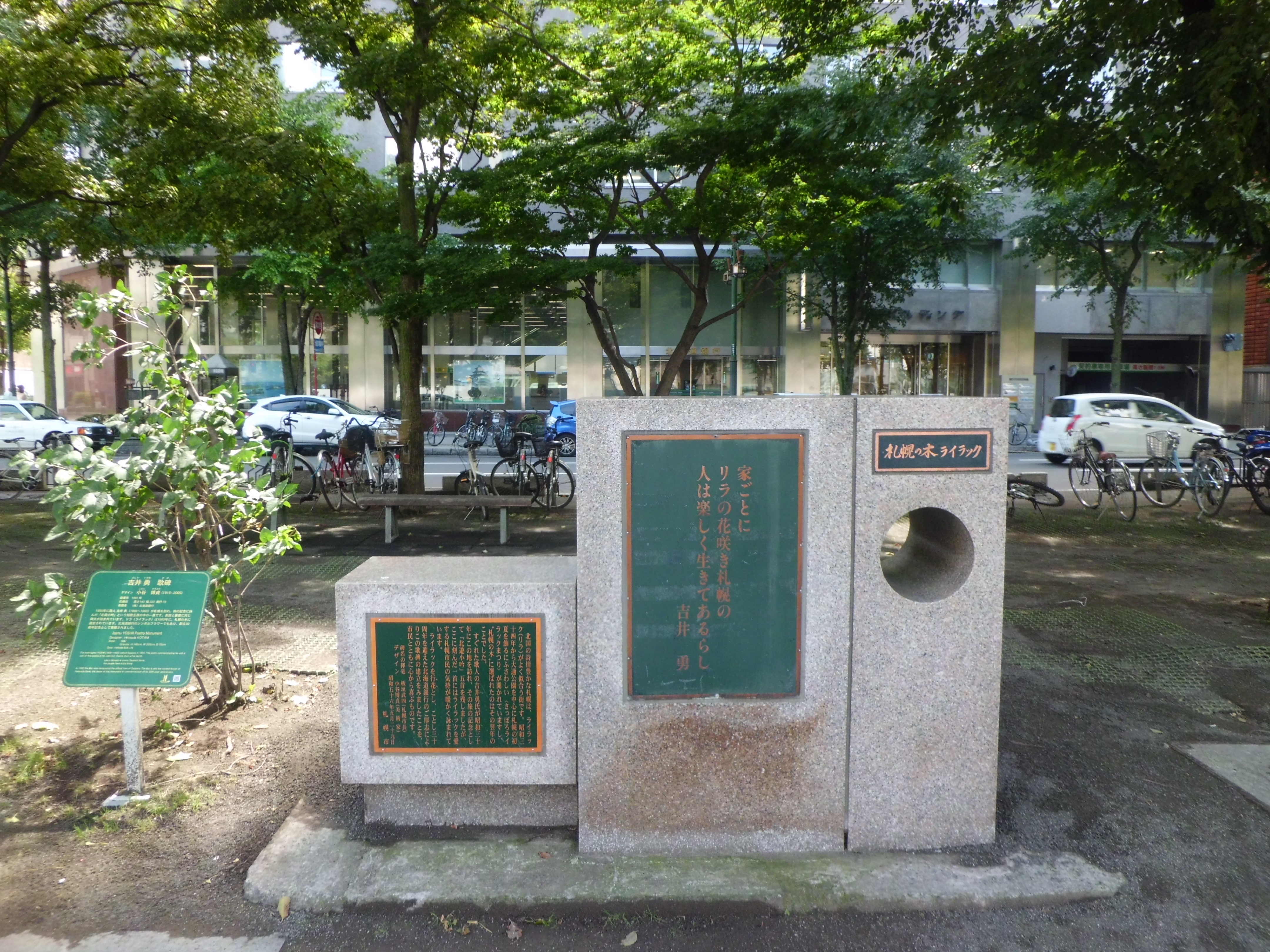
吉井勇歌碑（2015年8月）
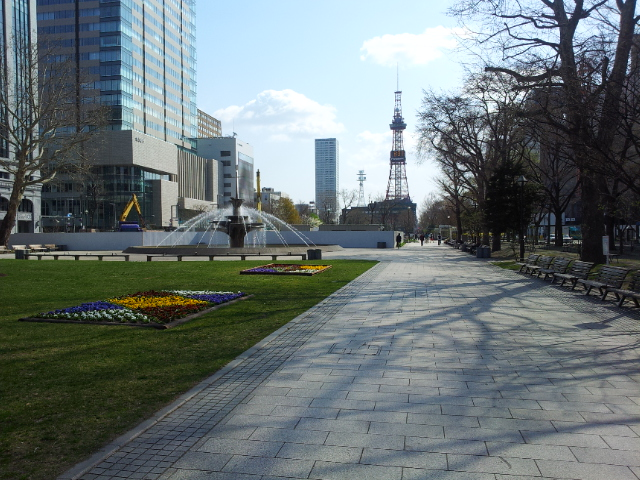
西4丁目（2014年5月）
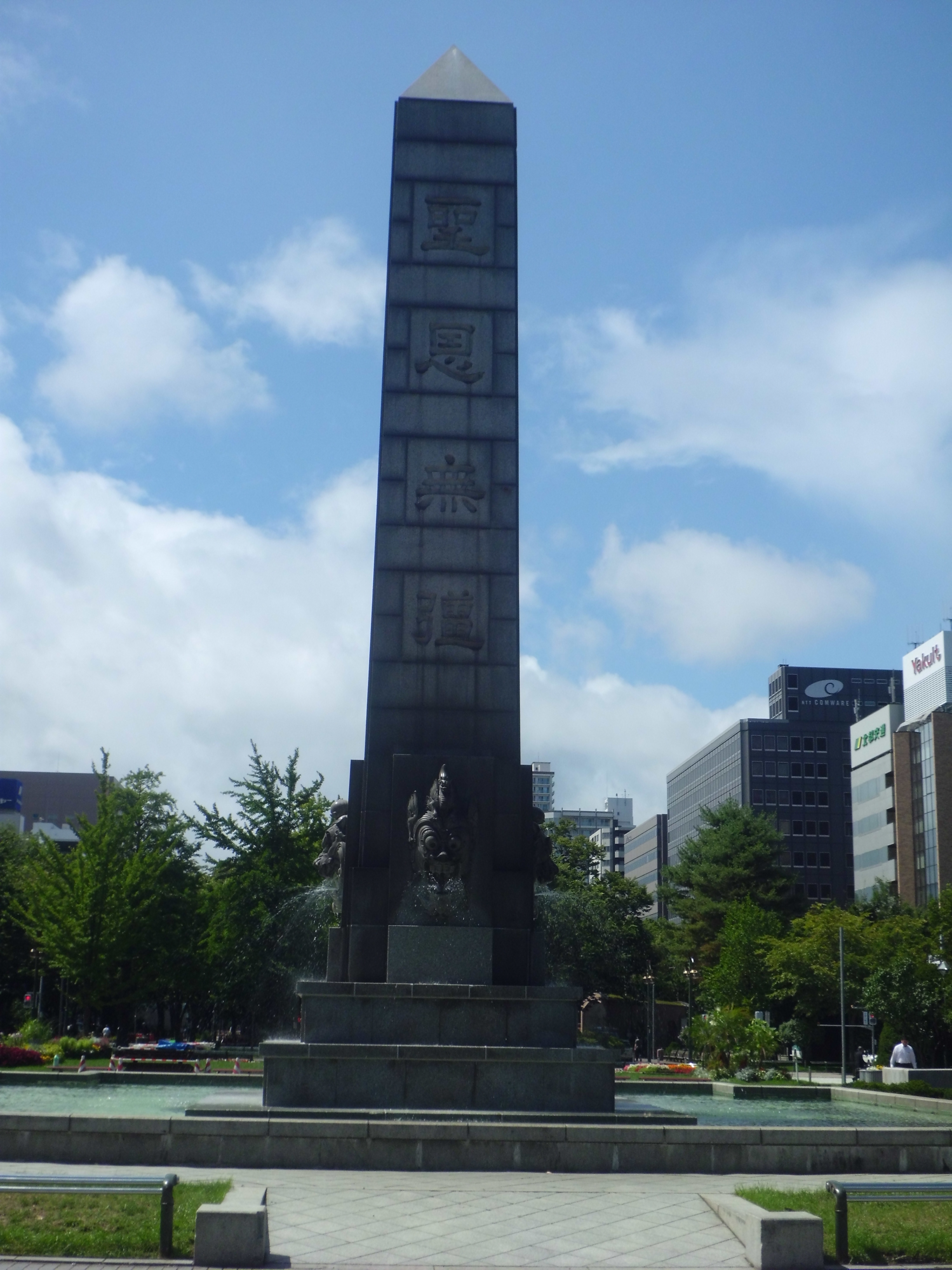
聖恩碑（2015年8月）

### つどい 西6・7・8・9丁目（遊び・イベントゾーン）
- 日時計
- 開拓紀念碑
  - 1899年（明治32年）に偕楽園から移設[75]。碑石は本願寺道路開削時に掘り出されたもので、題字は榎本武揚によるもの[75]と従来は言われたが、2007年以降、王羲之の書とされている[76]。
- 奉仕の道像
  - 峯孝作。
- インフォメーションセンター&オフィシャルショップ
- 漁民の像
  - 田畑一作作。
- 西7丁目噴水
  - 通水期間は6月上旬から9月下旬。
- 集団帰国記念碑
- ブラック・スライド・マントラ
  - イサム・ノグチ作。マイアミにある白い「スライド・マントラ」の姉妹版。当初は西9丁目のクジラ山と呼ばれている滑り台を撤去して設置する予定であったが、現地を視察したノグチが子供たちと一緒になってクジラ山を楽しみ、滑り台を残すことにした[46]。また、ノグチは8丁目と9丁目の間の道路に立って「ここがいいね」と述べたという[77]。ノグチの急逝後、札幌市は一旦公園内にブラック・スライド・マントラを設置したが、故人の意思を尊重しようという考えから西8丁目と西9丁目の連続化に踏み切り、ノグチの指示通りの場所に移設した[78]。ノグチは「この作品は子どもたちのお尻によって磨かれる」と述べている[78]。
- 有島武郎文学碑
  - 藤川基作。
- 公園管理事務所
- 野外ステージ
  - 1985年（昭和60年）完成。
- プレイスロープ（通称クジラ山）
  - 白い滑り台であり、ブラック・スライド・マントラと好対照を成している[78]。
- 遊水路
  - 通水期間は6月上旬から9月下旬。

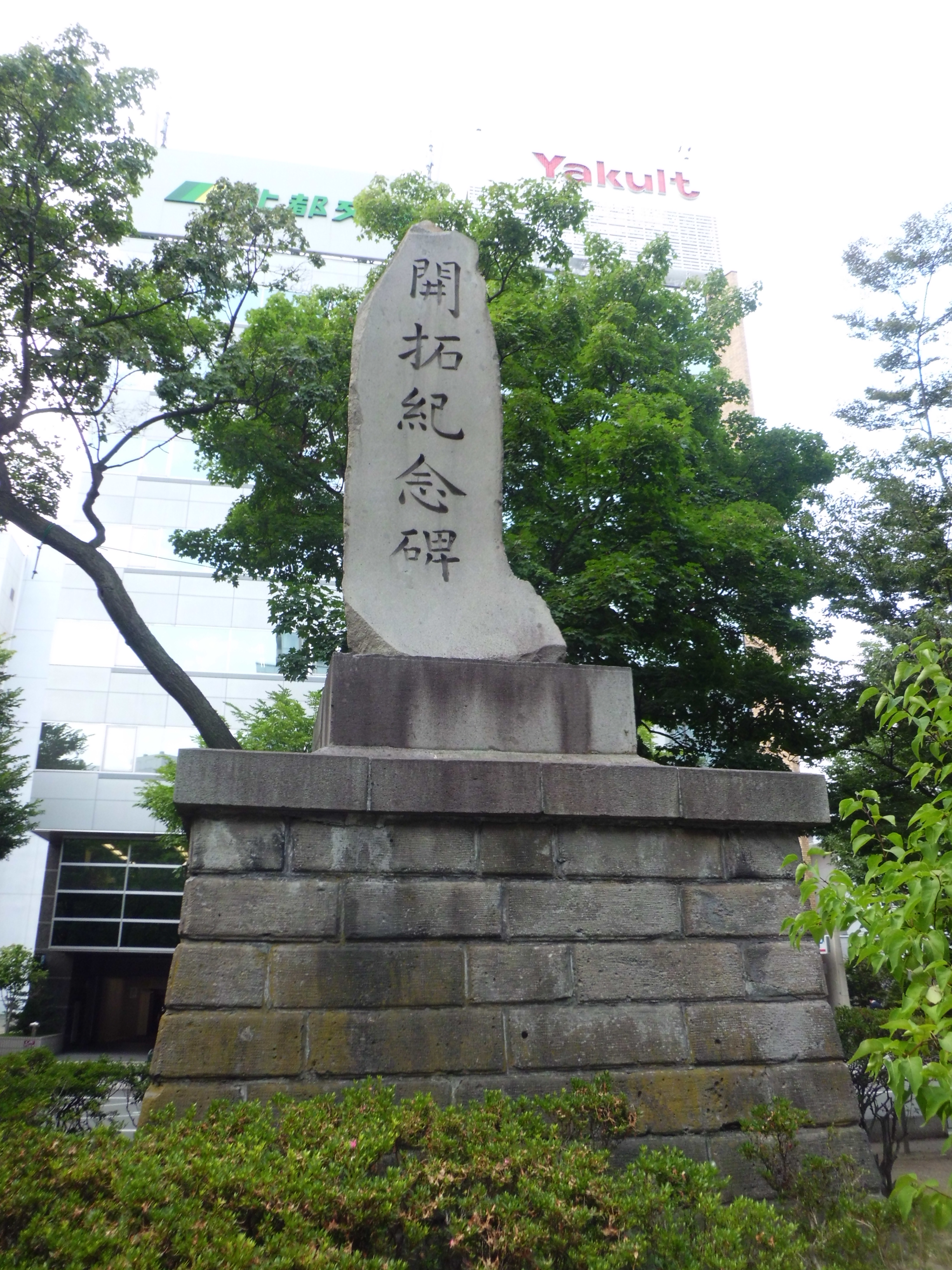
開拓紀念碑（2015年7月）
ブラック・スライド・マントラ（2015年8月）
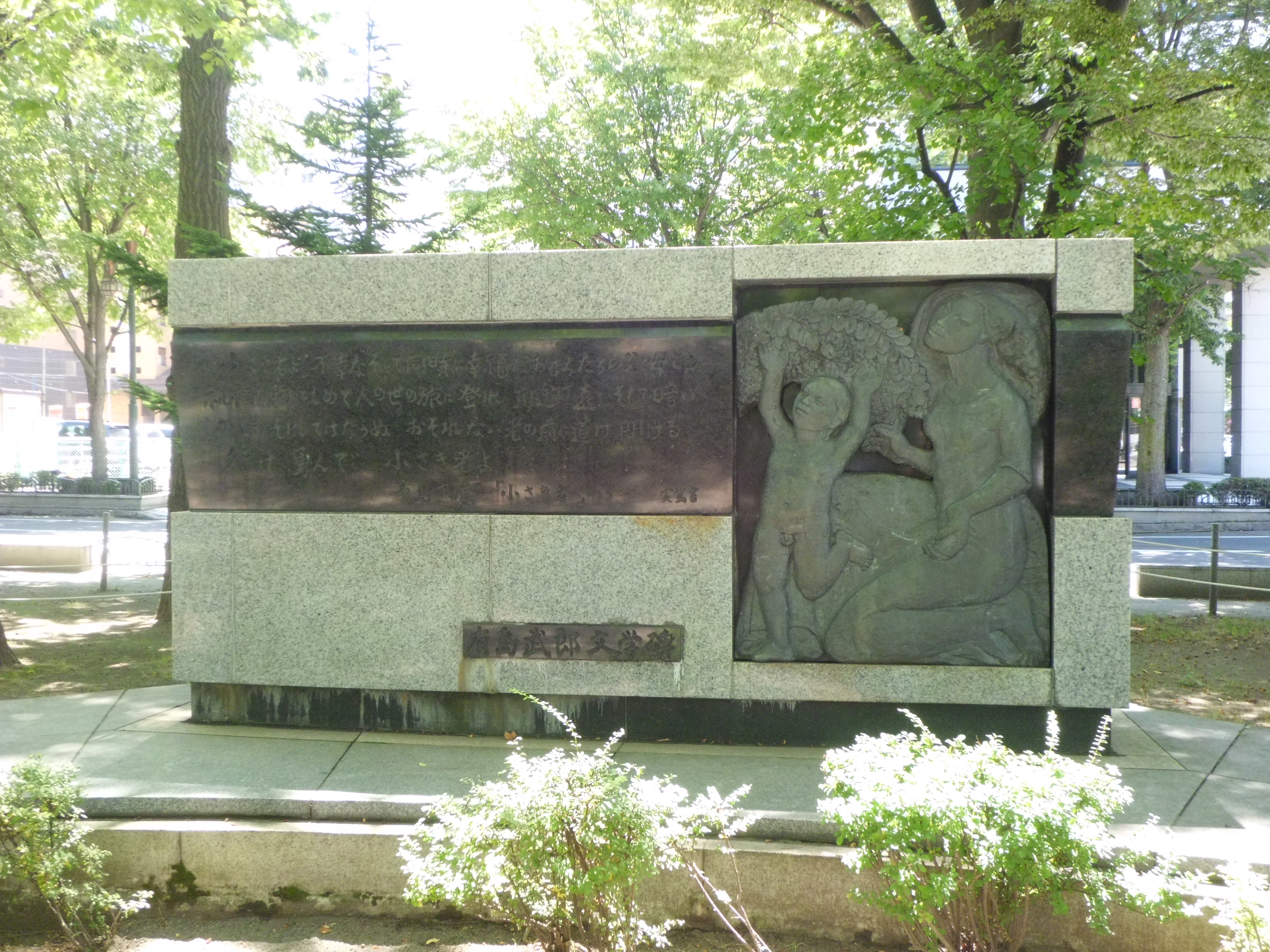
有島武郎文学碑（2015年8月）
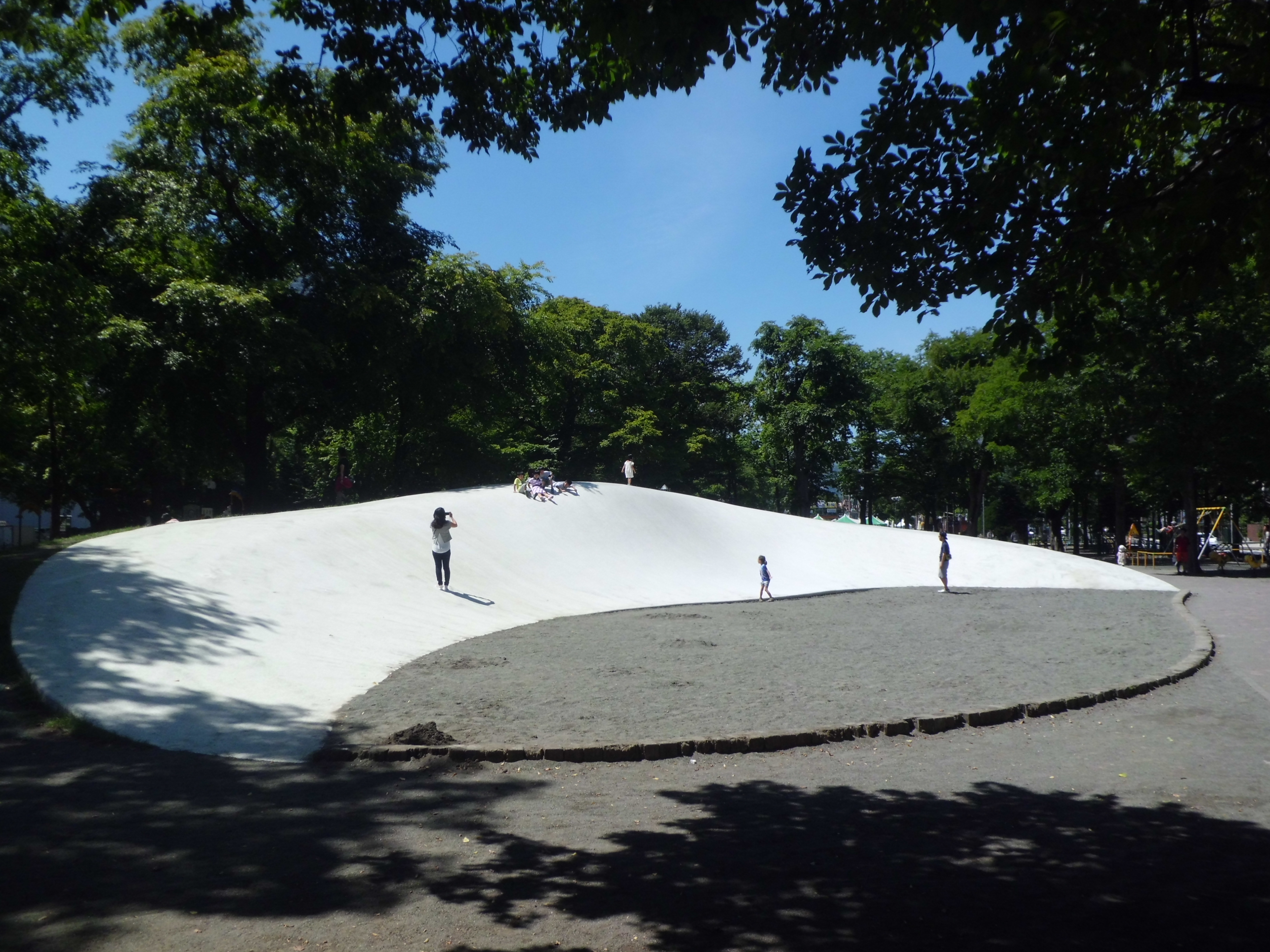
クジラ山（2015年8月）

### フロンティア 西10・11丁目（歴史・文化ゾーン）
- 黒田清隆の像
  - 雨宮治郎作
- ホーレス・ケプロンの像
  - 野々村一男作
- マイバウム
  - 姉妹都市ミュンヘンから贈呈された[79]。1976年（昭和51年）設置、2001年（平成13年）復元[80]。
- 西11丁目噴水
  - 通水期間は6月上旬から9月下旬。
- オリンピックシンボルマークのモニュメント（11丁目）
  - 1972年札幌オリンピック開催から50周年となったのを記念して2022年2月に設置。2020年東京オリンピック大会期間中、10丁目に設置していたものを再利用している[81]。

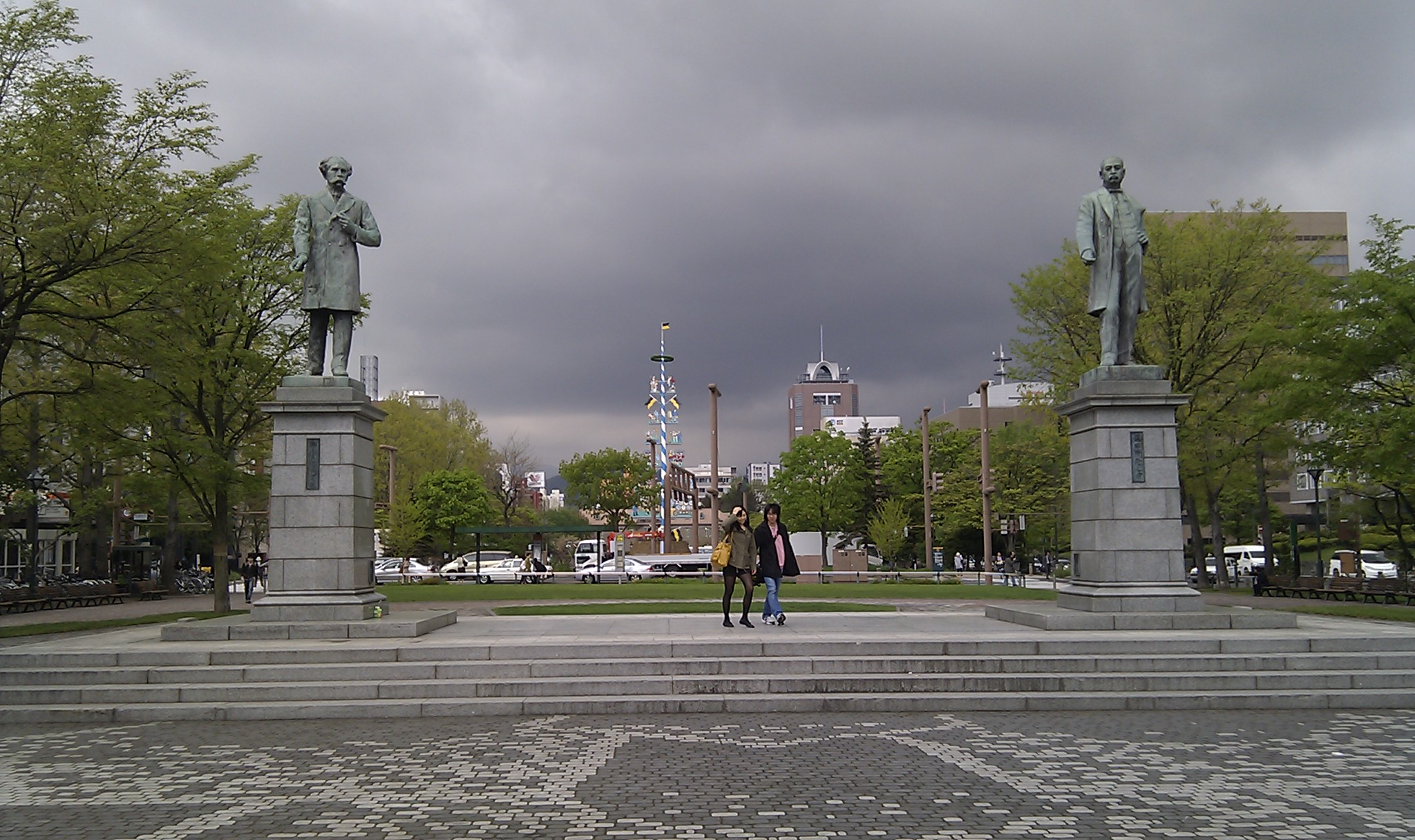
ホーレス・ケプロンの像（左）と黒田清隆の像（右）（2011年5月）
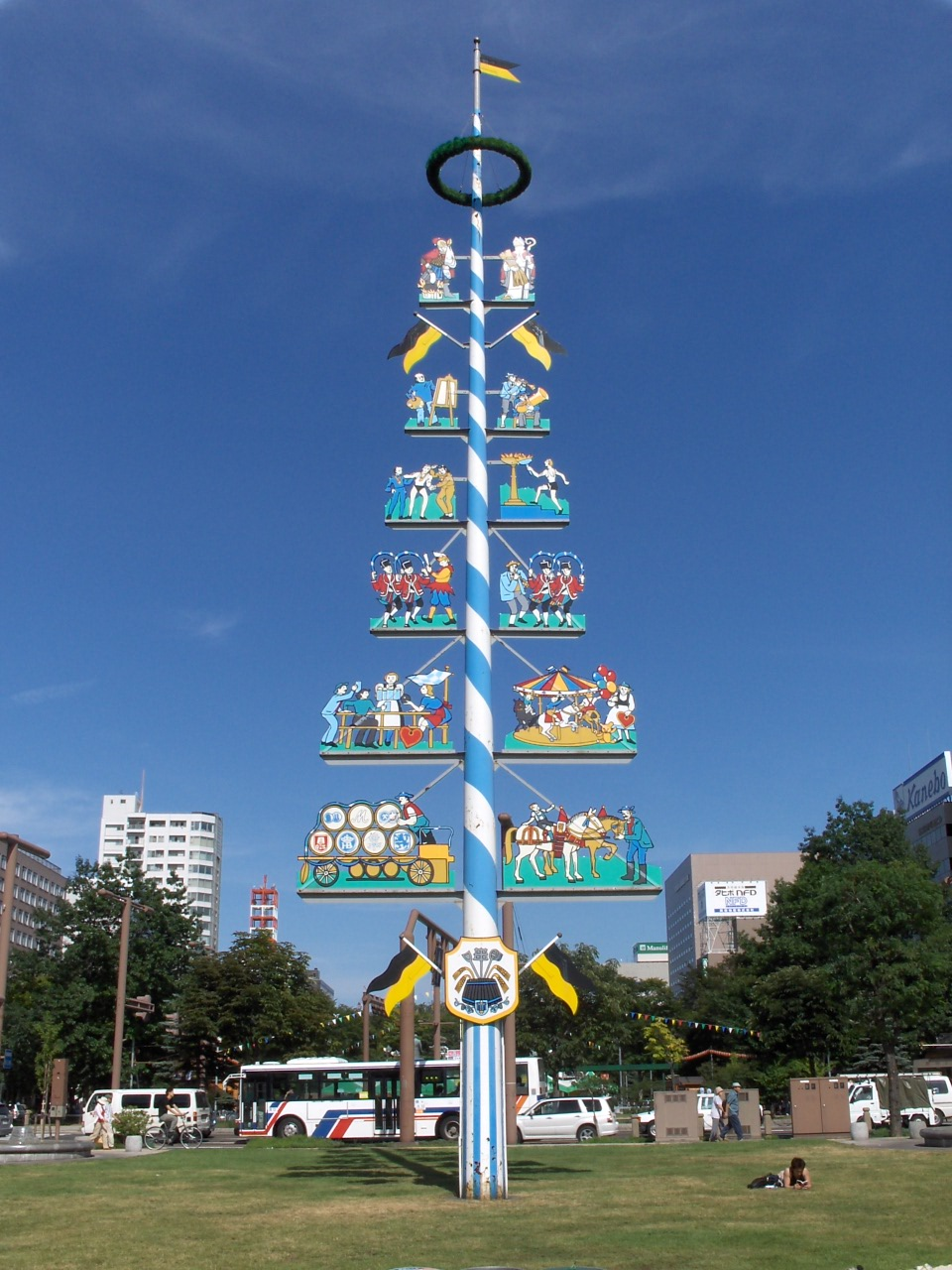
マイバウム（2006年8月）
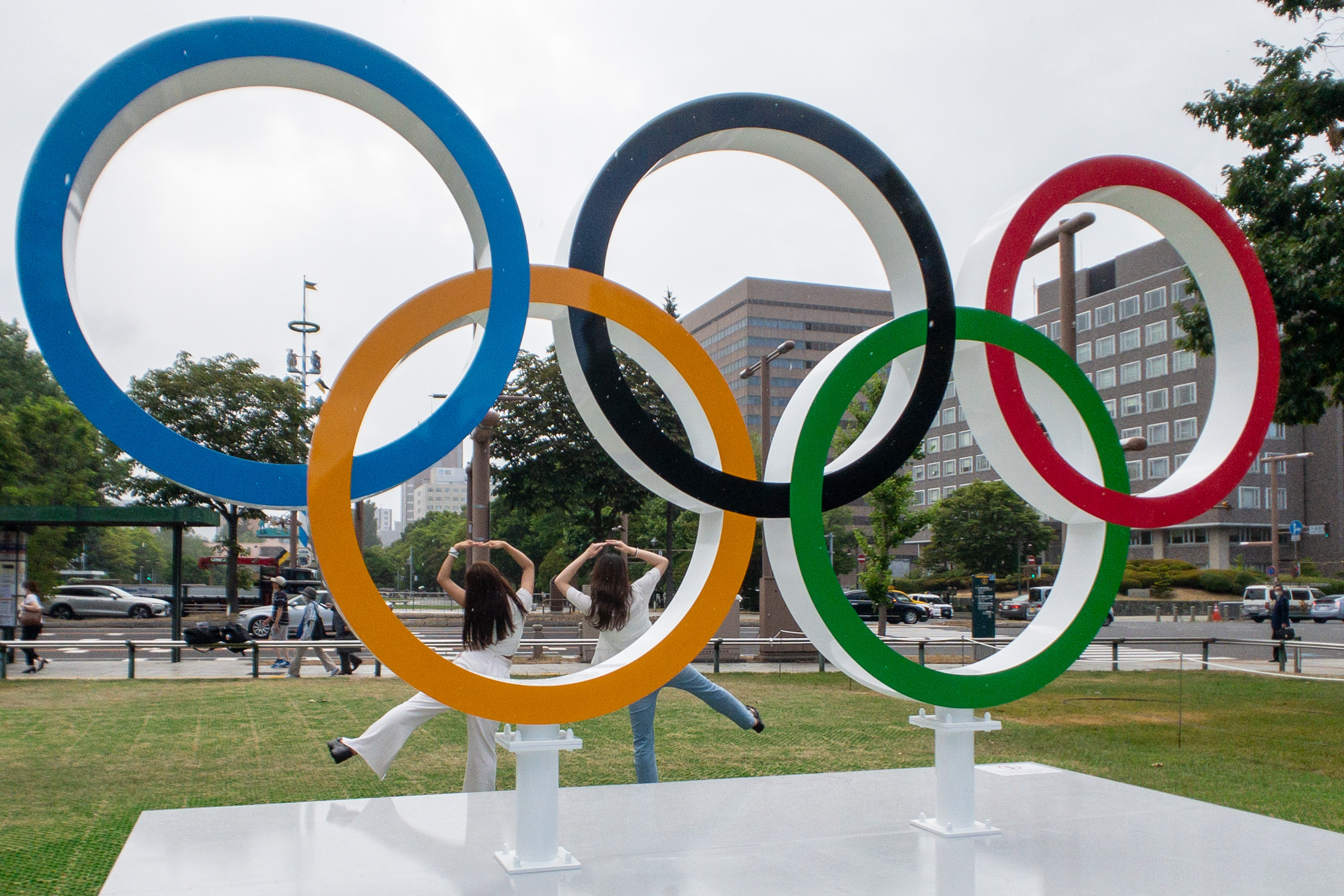
オリンピックシンボルマークのモニュメント（2021年7月）

### 花 西12丁目（サンクガーデンゾーン）、資料館
- 若い女の像
  - 佐藤忠良作
- カナール（水路）
  - 山田良定作。通水期間は6月上旬から9月下旬。
- バラ園
  - サンクンガーデン（沈床庭園）
- 札幌市資料館

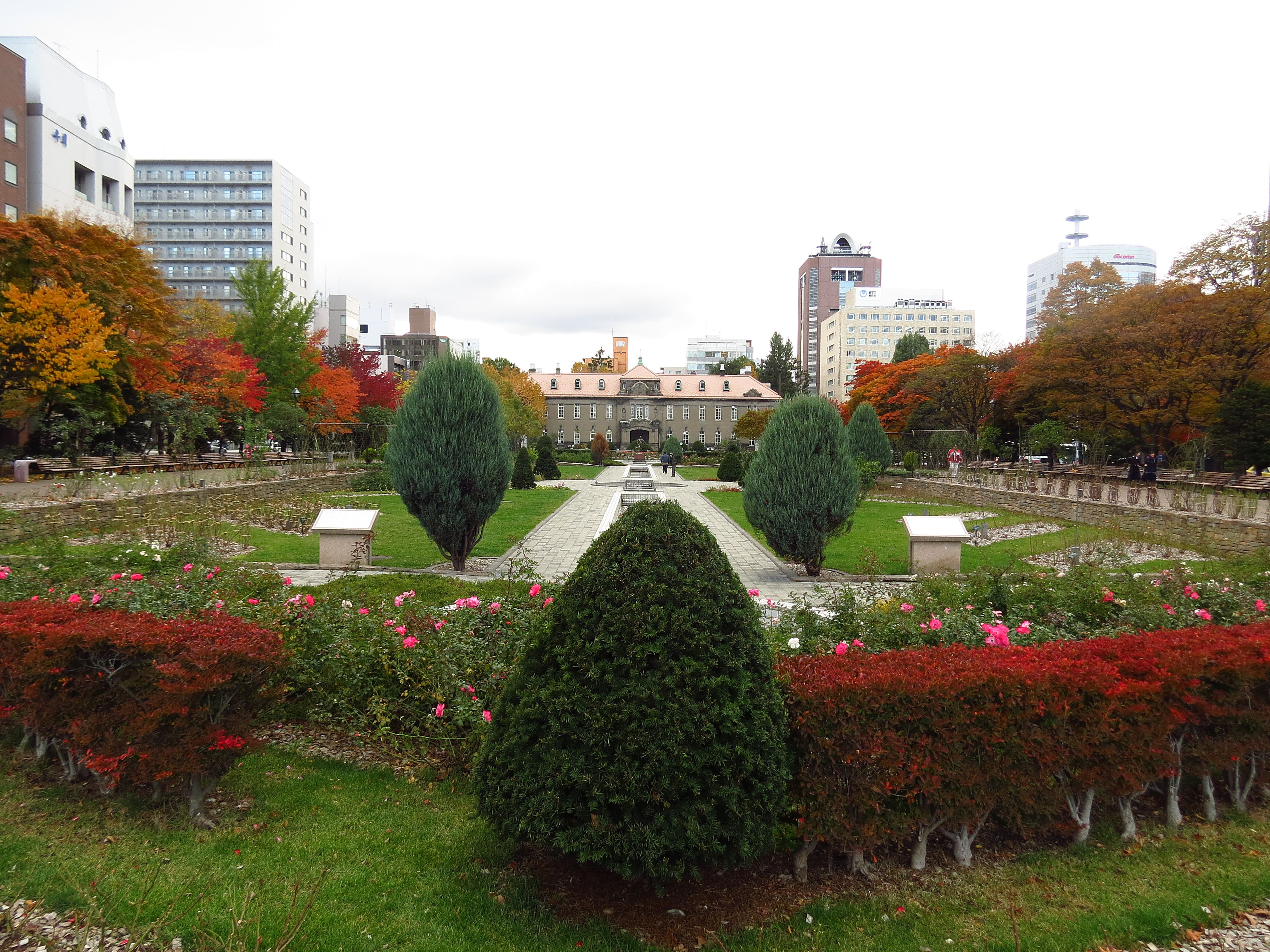
西12丁目と札幌市資料館（2012年10月）
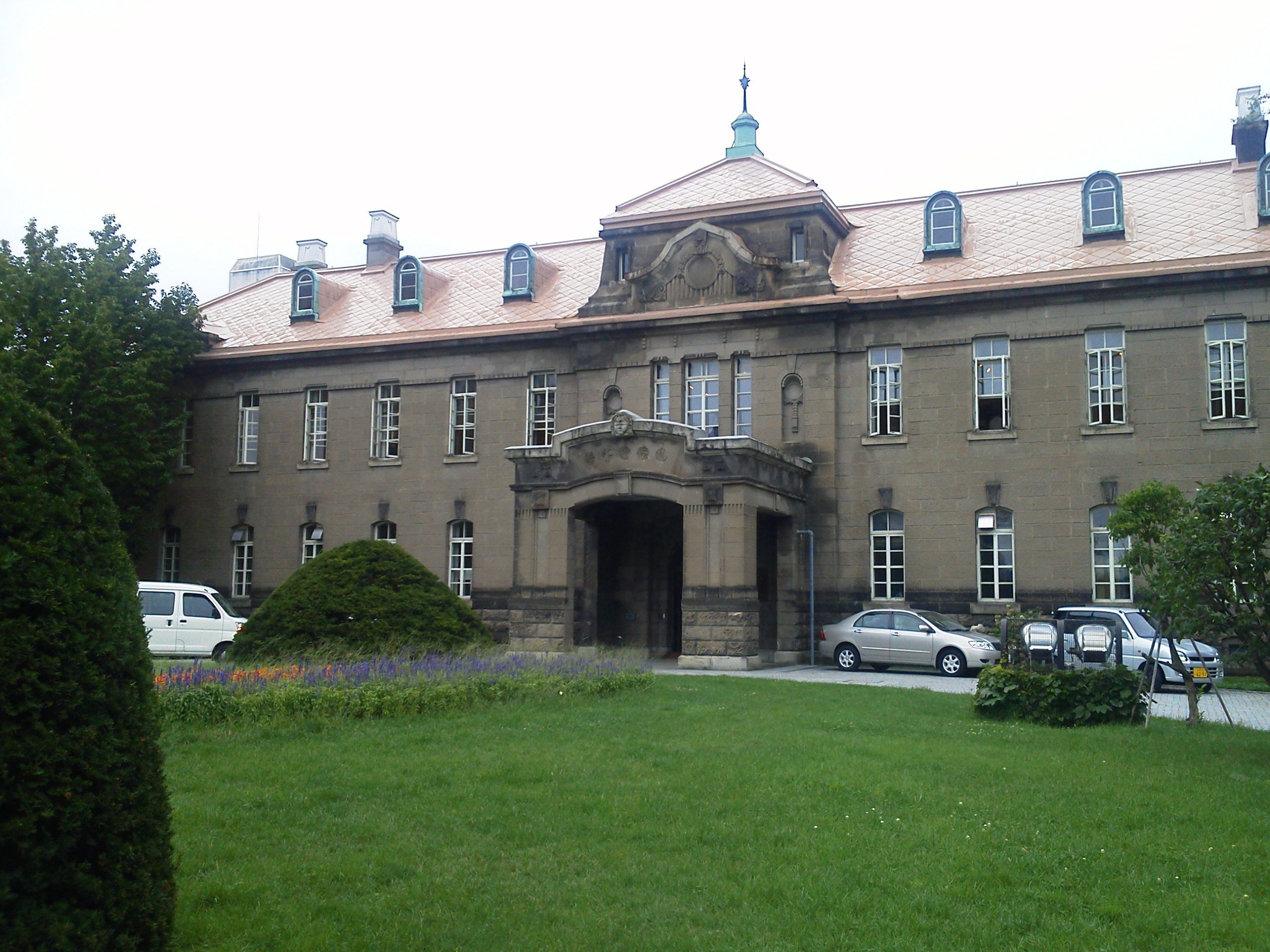
札幌市資料館（2011年9月）

## イベント
- さっぽろ雪まつり大通会場[82]（2月上旬から2月中旬）
- さっぽろライラックまつり大通会場[82]（5月下旬）
- YOSAKOIソーラン祭り（6月上旬） - 大通公園ほか複数会場で開催[82]
- 花フェスタ（6月下旬から7月上旬）[83]
- SAPPORO CITY JAZZ（7月上旬から8月上旬）
- さっぽろ夏まつりメイン会場[82]（7月下旬から8月下旬）
  - 福祉協賛さっぽろ大通ビアガーデン（7月下旬から8月中旬）
  - 北海盆踊り（8月中旬）
- 北海道マラソン（8月下旬）
- さっぽろオータムフェスト（9月上旬から9月下旬）
- さっぽろホワイトイルミネーション大通公園会場[82]（11月下旬から1月上旬）
- ミュンヘン・クリスマス市 in Sapporo（11月下旬から12月24日）[84]